# Hydraena maculicollis
Hydraena maculicollis är en skalbaggsart som beskrevs av Champion 1920. Hydraena maculicollis ingår i släktet Hydraena och familjen vattenbrynsbaggar. Inga underarter finns listade i Catalogue of Life.